# Psephania malayana
Psephania malayana là một loài bọ cánh cứng trong họ Cerambycidae.